# Олексій Дубович
Дубович Олексій (пол. Dubowicz Alexy; бл. 1605, Вільно — 20 вересня 1652, Вільно) — руський ієромонах-василіянин, проповідник, архимандрит Віленський і Супрасльський.

## Життєпис
Народився у Вільні в сім'ї віленського бурмістра Ігнатія Дубовича і його дружини Анни з Бандзюкевичів (чи Більдзюкевичів) — батьків греко-католицького обряду. Молодший брат Івана Дубовича і старший Стефана. Був ще дитиною коли у Вільно в монастирі Святої Трійці проживав Йосафат Кунцевич, якому не раз передавав до рук милостиню від свого багатого батька. Після завершення початкових наук, вступив до реформованого Василіянського Чину. Вивчав риторику і богослов'я в Римі в Папській Грецькій колегії св. Атанасія (вступив 8 жовтня 1624 року у 19-річному віці), де провчився чотири роки (завершив навчання 2 травня 1628 року). Після Риму мав би вивчати богослов'я також в єзуїтській колегії в Ґраці. По повороті в Литву 1628 року став настоятелем монастиря Святої Трійці у Вільні. За період настоятельства виконував ряд інших обов'язків: візитатора (1634), вікарія (1636), провінціала і наглядача, доручених йому церков. У 1637 році став Віленським архимандритом, одночасно був намісником митрополита. Успішно провадив монастирське господарство і економію, впорядкував записи, контракти і договори. Впродовж 18 років судився з родиною Паців у трибуналі і у ковенському земському суді у справі запису князів Головчинських для Свято-Троїцького монастиря. Дубович і сам робив різні записи і пожертви на користь монастиря і церкви.
6 квітня 1645 року о. Олексій Дубович став архимандритом Супрасльського монастиря. Був одним із найдіяльніших супрасльських архимандритів: добудував монастир, прикрасив і збагатив церкву, дзвіницю, покращив господарство на монастирських фільварках, побудував і відремонтував будинки, провів візитацію монастирських маєтків на Поліссі, а в Супраслі побудував школу для навчання руської мови. У кореспонденції охоче послуговувався руською мовою. Багато клопотів мав із Віленським воєводою Христофором Ходкевичем з приводу частих його наїздів на монастир і монастирські добра, судових процесів, погроз і посягань навіть на життя архимандрита. За підтримкою Дубович звертався до самого короля Яна Казимира. З доручення василіянської капітули, що відбулася у Вільні 1650 року був обраний послом до короля і нунція з метою полагодження деяких справ Чину. У 1652 році склав докладний заповіт, а 20 вересня того ж року помер у Вільні і там був похований.

## Твори
Відомі шість його проповідей, написані польською мовою:
- Pioro lekkie cięszki swiat noszące na pogrzebie I. M. P. Jana Kolendy woiewodztwa wileńskiego, trybunalskiego, ziemskiego pisarza. W Wilnie w cerkwi S. Troyce Oycow Bazylianow w iedności S. będących. Roku 1636. dnia 18 miesiąca dec: wystawione przez O: Alexego Dubowicza Starszego Mon. Wil. Zakonu S. Bazyl. W. W Wilnie w drukárni Akademiey Soc: Jesv. Anno 1637 [Архівовано 7 березня 2016 у Wayback Machine.].
- Wyprawienie Osoby, Ktorą od Boga wziął, y na Theatrum świata, szcześliwie odprawil Jasnie Wielmozny Jego Mość Pan Ianvsz Skvmin Tyszkiewicz Woiewoda Wileński: Wystawione W Wilnie w Cerkwi S. Troyce Oycow Bazylianow Unitow, w Roku 1642. Oktobra 24. dnia.
- Coniunctia plánet ziemskich z niebieskimi w cerkwi zurowickiey wystáwiona gdy niezwyćieźony monárcha Władysław. IV. Krol Polski z naiáśnietza Caecilia Renata Krolowa Polska: ludowny obraz náwiedzáli. Roku 1644. Dniá 9. Styczniá.
- Kazanie na pogrzebie… Theophila Tryzny woiewody brzeskiego wołkowiskiego, błudnieńskiego etc. starosty: miane w cerkwi bytenskiey: zakonu s. Bazilego dnia… Februarij roku 1645, przez Alexego Dubowicza, Archimandritę Wileńskiego, zakonu S. Bazilego.
- Haft ręką Bożą nádobrey duszy Wielmożney Jey Mośći Pániey Heleny Sapieżanki Kvncewiczowey, CHorąźyney Lidźkiey, Koniawskiey Dubickiey &c. Starośćiney, Położony. A przez W. X. Alexego Dvbowicza Archimándryta Wileńskiego, przy pogrzebie żáłosnym roku 1645. Mśćā Lutego. Dniá 23. w Cerkwi S. Troyce Ovcow Baźilianow w Wilnie Kazániem obiáśniony.
- Złota godzina. Dnia złotego Początek, Przed Naiasnieyszym Janem Kazimierzem Krolem Polskim, Wielkim Książęćiem Litewskim etc. etc. w Cerkwi Zyrowickiey w tym Roku 1651. Dniá 2 Febru: przez W. X. Alexego Dvbowicza Archimándrite Monástera Wileńskiego S. Troycy przepowiádziana.